# Staog
Staog — перший комп'ютерний вірус для ОС Linux. Його було виявлено в кінці 1996 року, а вразливість, яку він використовував, була закрита трохи пізніше. З моменту його початкового спалаху більше не був виявлений на волі.
Staog був здатний заразити Linux незважаючи на безпечний дизайн системи, яка вимагала від користувачів та програм увійти в рут перед будь-якими важливими операціями. Він працював, використовуючи деякі вразливості ядра для того, щоб залишатися резидентом в пам'яті. Тоді вже він міг інфікувати виконувані бінарники.
Оскільки він не спирався на фундаментальні баґи, оновлення ПЗ робило систему стійкою до Staog. У поєднанні із несподіваним способом розмноження це призвело до того, що воно швидко повиздихало.
Staog написаний мовою асемблера хакерською групою VLAD.